# Veronika Bortelová
Veronika Bortelová (* 11. června 1978 Praha) je česká basketbalistka hrající na pozici rozehrávače. Dlouho dobu hrála v USK Praha, odkud v roce 2006 odešla do polského týmu CCC Polkowice. Sezónu 2008/2009 odehrála v bulharském klubu Dunav Econt Ruse, poté se ovšem vrátila zpět do Polkowic. V říjnu 2010 přestoupila do Energy Toruň. V ročníku 2011/2012 absolvovala mateřskou pauzu a před sezónou 2012/2013 se vrátila do české nejvyšší soutěže, kde obléká dres pražského týmu DSK Basketball.
S českou reprezentací odehrála mistrovství Evropy v roce 2001, kde tým skončil na 9. místě. V následujících devíti letech nebyla na reprezentační turnaje nominována, svůj návrat si ale odbyla na domácím mistrovství světa 2010, kde české hráčky vybojovaly stříbrné medaile. V roce 2011 se také zúčastnila mistrovství Evropy v Polsku, kde český tým skončil na čtvrtém místě.
Bortelová měří 169 cm a na MS 2010 nosila dres s číslem 6. Po Haně Horákové převzala v české reprezentaci kapitánskou funkci. První velký turnaj v této roli odehrála na Mistrovství Evropy 2013. Na MS 2014 ji s „kapitánskou páskou“ nahradila Eva Vítečková.